# Masjid-e-Aqsa

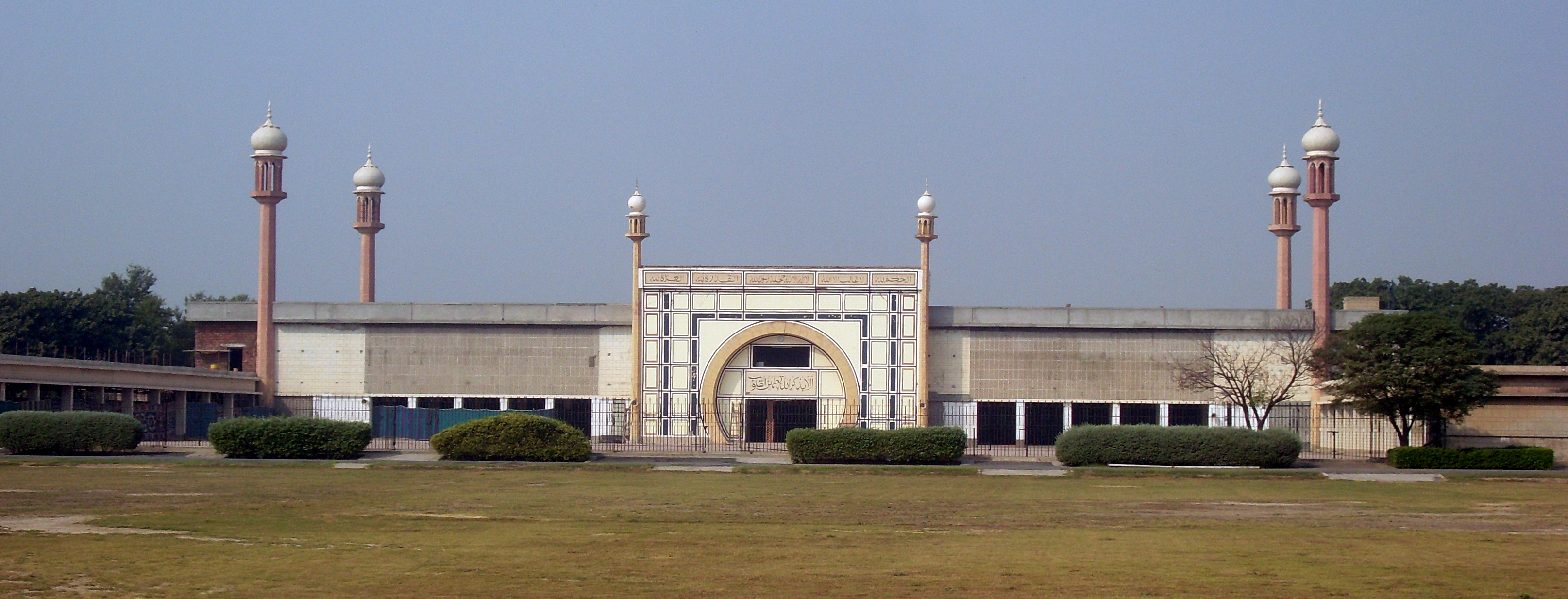
Masjid Aqsa in Rabwah

Die  Masjid-e-Aqsa (Urdu مسجد اقصیٰ DMG masǧid aqṣā, deutsch ‚Die entfernte Moschee‘) in Rabwah (Pakistan) ist die weltweit größte Moschee der Ahmadiyya Muslim Jamaat. Die Moschee ist mit einem Fassungsvermögen von 18.500 Gläubigen die Freitagsmoschee der Ahmadiyya Muslim Jamaat in Rabwah. Sie ist beim Freitagsgebet trotz ihrer Größe häufig überfüllt.

## Geschichte

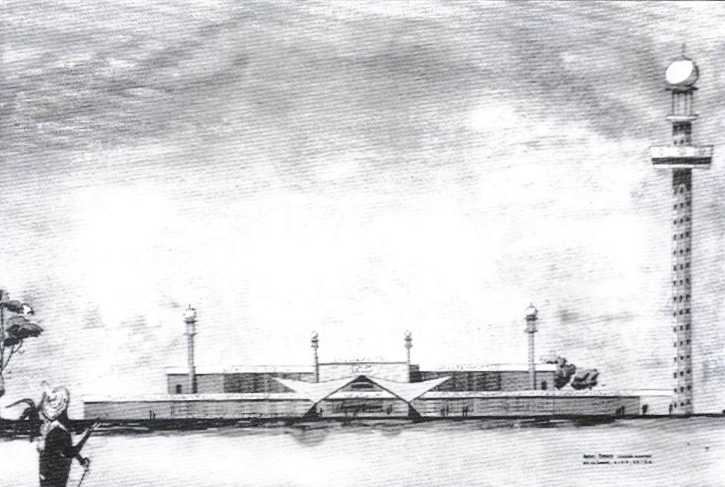
Der Entwurf der Moschee stammte von Abdul Rashid

Auf Wunsch des 2. Kalifen, Mirza Baschir ud-Din Mahmud Ahmad, sollte in Rabwah eine Zentralmoschee entstehen. Der Bauplan stand schon während seiner Amtszeit fest, doch wegen des erkrankten Kalifen konnte der Grundstein nicht gelegt werden. Am 28. Oktober 1966 legte dann Mirza Nasir Ahmad, den Grundstein für die Masjid-e-Aqsa. Mit der Freitagsansprache des dritten Kalifen am 31. März 1972 wurde die Moschee eröffnet.

## Bau und Konstruktion
Die säulenfreie Haupthalle ist etwa 1.650 m² groß und nur für Männer reserviert. 650 m² des Obergeschosses sind für Frauen und die restlichen 1000 m² für Männer reserviert. Zusammen mit dem 3.700 m² großen Feld bietet die Moschee Platz für bis zu 18.500 Gläubige. Das Hauptminarett sollte nach dem Wunsch des Kalifen ein Meter höher als das der Badshahi-Moschee, also 55 m hoch sein. Die Pakistan Air Force in Sargodha gestattete dieses Minarett nicht. Die Moschee hat nun insgesamt 6 Minarette, von denen vier etwa 20 m und zwei 12 m hoch sind.
Die Baukosten von etwa 1,3 Millionen Rupien übernahm komplett Muhammad Sadiq Bani, dessen Name erst nach seinem Tode veröffentlicht wurde.

## Nusrat Jehan Akademie
Die Nusrat Jehan Akademie ist ein Schulkomplex mit Grund-, Mittel- und Oberstufe, der sich ebenfalls in der Stadt Rabwah befindet. Die Schule ist Eigentum der Masjid-e-Aqsa. 99 % der Schüler sind Kinder von Ahmadis. Die Schule führt die Klassen 1 bis 10 und bietet darüber hinaus Unterricht nach Schulschluss. Der nach Geschlecht getrennte Unterricht findet für Mädchen und Jungen in separaten Gebäuden statt.